# Ramsey Lewis
Pour les articles homonymes, voir Lewis.
Ramsey Emmanuel Lewis, Jr., né à Chicago (Illinois) le 27 mai 1935 et mort le 12 septembre 2022 dans la même ville, est un pianiste et claviériste américain de jazz.

## Biographie
Ramsey Lewis prend ses premiers cours de piano dès l'âge de quatre ans. Ses références sont Bach, Beethoven, ou encore Haydn. Il connaît peu le jazz, si ce n'est quelques disques qu'écoute son père. Par la suite, Wallace Burton, avec lequel il joue dans une église, l'initie au jazz. C'est le début d'une nouvelle expérience avec un groupe de sept musiciens, The Cleffs. La guerre de Corée appelle plusieurs d'entre eux ; restent Ramsey au piano, Eldee Young (en) à la contrebasse et Redd Holt (en) à la batterie.
C'est ainsi que se forme le Ramsey Lewis Trio qui, après avoir écumé quelques clubs de Chicago, sort son premier album, Ramsey Lewis and the Gentlemen of Swing en 1958. Au début section rythmique pour un répertoire entièrement jazz, le succès national de The 'In' Crowd (en), en 1965, convainc les trois membres du groupe de s'orienter vers un registre plus pop. Plusieurs reprises (Hang on Sloopy, The 'In' Crowd, A Hard Day's Night) et quelques compositions originales (Wade in the Water (en)) jouées dans un registre jazzy confèrent au trio une renommée nationale.
En 1966, Young et Holt partent et fondent Young-Holt Trio, renommé Young-Holt Unlimited en 1968, et sont remplacés par Cleveland Eaton (en) à la basse, et Maurice White (plus tard fondateur de Earth, Wind and Fire) à la batterie. En 1970, White est remplacé par Morris Jennings (en). À la fin des années 1970, un claviériste complète souvent la composition du groupe. Depuis, Ramsey Lewis n'a cessé d'enregistrer des albums (une soixantaine) et de se produire en concert. Il anime également des programmes radio à Chicago et ailleurs aux États-Unis. Il a fondé aussi en 1995 un groupe de smooth jazz, Urban Knights.

## Discographie
| Année enregistrée | Album                                                      | Label                        |
| ----------------- | ---------------------------------------------------------- | ---------------------------- |
| 1956              | Ramsey Lewis and his Gentle-men of Swing                   | Argo                         |
| 1956              | Ramsey Lewis and his Gentle-men of Jazz                    | Argo                         |
| 1958              | Lem Winchester and the Ramsey Lewis Trio                   | Argo                         |
| 1959              | Down to Earth                                              | EmArcy                       |
| 1959              | An Hour with the Ramsey Lewis Trio                         | Argo                         |
| 1960              | Stretching Out                                             | Argo                         |
| 1960              | The Ramsey Lewis Trio in Chicago                           | Argo                         |
| 1961              | More Music from the Soil                                   | Argo                         |
| 1961              | Never on Sunday                                            | Argo                         |
| 1961              | Sound of Christmas                                         | Argo                         |
| 1962              | The Sound of Spring                                        | Argo                         |
| 1962              | Country Meets the Blues                                    | Argo                         |
| 1962              | Bossa Nova                                                 | Argo                         |
| 1963              | Pot Luck                                                   | Argo                         |
| 1963              | Barefoot Sunday Blues                                      | Argo                         |
| 1964              | Bach to the Blues                                          | Argo                         |
| 1964              | The Ramsey Lewis Trio at the Bohemian Caverns              | Argo                         |
| 1964              | More Sounds of Christmas                                   | Argo                         |
| 1964-65           | You Better Believe Me                                      | Argo                         |
| 1965              | The In Crowd                                               | Argo                         |
| 1965              | Hang On Ramsey!                                            | Cadet Records (en)           |
| 1965              | Swingin’                                                   | Cadet                        |
| 1966              | Wade in the Water                                          | Cadet                        |
| 1966              | The Movie Album                                            | Cadet                        |
| 1966              | Goin' Latin                                                | Cadet                        |
| 1967              | Dancing in the Street                                      | Cadet                        |
| 1967              | Up Pops Ramsey Lewis                                       | Cadet                        |
| 1968              | Maiden Voyage                                              | Cadet                        |
| 1968              | Mother Nature's Son                                        | Cadet                        |
| 1968              | Ramsey Lewis Live in Tokyo                                 | Cadet                        |
| 1969              | Another Voyage                                             | Cadet                        |
| 1969              | The Piano Player                                           | Cadet                        |
| 1970              | Them Changes                                               | Cadet                        |
| 1971              | Back to the Roots                                          | Cadet                        |
| 1972              | The Best of Ramsey Lewis                                   | Cadet                        |
| 1974              | Solid Ivory                                                | Cadet                        |
| 1972              | Upendo Ni Pamoja                                           | Columbia                     |
| 1973              | Funky Serenity                                             | Columbia                     |
| 1973              | Ramsey Lewis' Newly Recorded All-Time Non-Stop Golden Hits | Columbia                     |
| 1974              | Solar Wind                                                 | Columbia                     |
| 1974              | Sun Goddess                                                | Columbia                     |
| 1975              | Don't It Feel Good                                         | Columbia                     |
| 1976              | Salongo                                                    | Columbia                     |
| 1977              | Love Notes                                                 | Columbia                     |
| 1977              | Tequila Mockingbird                                        | Columbia                     |
| 1978              | Legacy                                                     | Columbia                     |
| 1979              | Ramsey                                                     | Columbia                     |
| 1980              | Routes                                                     | Columbia                     |
| 1981              | Blues for the Night Owl                                    | Columbia                     |
| 1981              | Three Piece Suite                                          | Columbia                     |
| 1982              | Ramsey Lewis Live at the Savoy                             | Columbia                     |
| 1982              | Chance Encounter                                           | Columbia                     |
| 1983              | Les Fleurs                                                 | Columbia                     |
| 1983              | Reunion                                                    | Columbia                     |
| 1984              | The Two of Us - avec Nancy Wilson                          | Columbia                     |
| 1985              | Fantasy                                                    | Columbia                     |
| 1987              | Keys to the City                                           | Columbia                     |
| 1988              | Classic Encounter                                          | Columbia                     |
| 1989              | We Meet Again - avec Billy Taylor                          | Columbia                     |
| 1989              | Urban Renewal                                              | Columbia                     |
| 1992              | Ivory Pyramid                                              | GRP                          |
| 1993              | Sky Islands                                                | GRP                          |
| 1994              | Urban Knights I                                            | GRP                          |
| 1996              | Between the Keys                                           | GRP                          |
| 1997              | Urban Knights II                                           | GRP                          |
| 1998              | Dance of the Soul                                          | GRP                          |
| 1999              | Appassionata                                               | Narada Productions (en)      |
| 2000              | Urban Knights III                                          | Narada                       |
| 2001              | Urban Knights IV                                           | Narada                       |
| 2002              | Meant to Be - avec Nancy Wilson                            | Narada                       |
| 2003              | Urban Knights V                                            | Narada                       |
| 2003              | Simple Pleasures - avec Nancy Wilson                       | Narada                       |
| 2004              | Time Flies                                                 | Narada                       |
| 2005              | Urban Knights VI                                           | Narada                       |
| 2005              | With One Voice                                             | Narada                       |
| 2009              | Songs from the Heart: Ramsey Plays Ramsey                  | Concord                      |
| 2011              | Taking Another Look                                        | Hidden Beach Recordings (en) |

### En tant que sideman
Avec Max Roach
- MAX (Argo, 1958)

Avec Jimmy Woode
- The Colorful Strings of Jimmy Woode (Argo, 1957)

Avec Lorez Alexandria
- Early in the Morning (Argo, 1960)

## Prix et décorations
3 Grammy Awards :
- The In Crowd (album), 1965
- Hold It Right There (morceau), 1966
- Hang on Sloopy (morceau), 1973

7 disques d'or :
- The In Crowd (album et single), 1965
- Wade In The Water (album et single), 1966
- Hang on Sloopy (single), 1966
- The Sound of Christmas (album), 1968
- Sun Goddess (album), 1976